# Lužická srbština
Lužická srbština nebo též lužičtina je všeobecné pojmenování pro příbuzné západoslovanské jazyky používané Lužickými Srby na území německé Lužice, tj. ve východním Sasku a v jihovýchodním Braniborsku.

Lužická srbština se vyvinula z jazyka Polabských Slovanů, kteří vymřeli asi v 10. století, avšak zachovaly se prameny pro přepis a rekonstrukci jejich jazyka. Lužice patřila k Zemím koruny České, ztracena byla definitivně až v roce 1814 po vídeňském kongresu. V současné době jsou Lužičtí Srbové výrazně asimilováni, někteří z nich si však uchovávají jazyk i kulturní tradice.

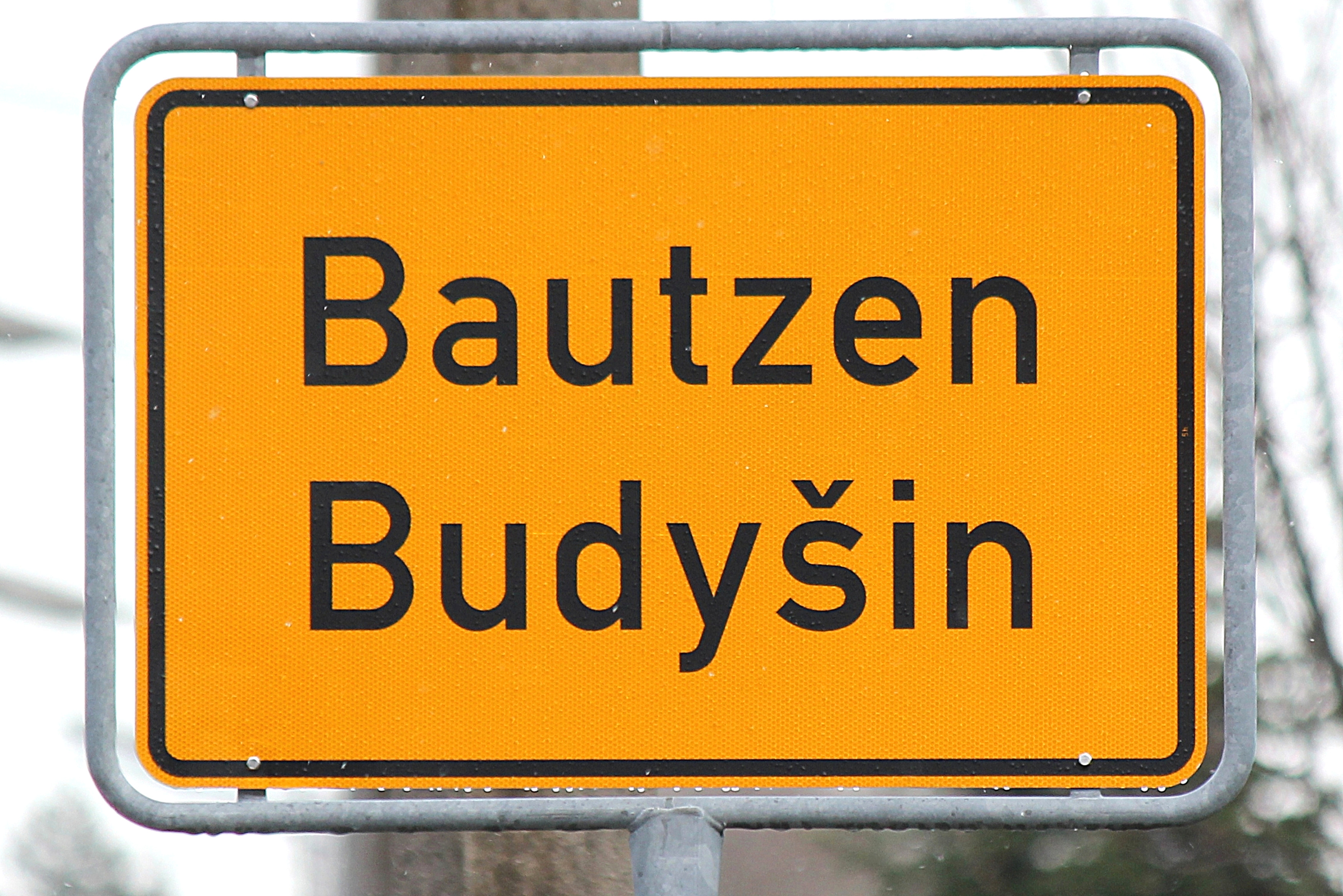
Dvojjazyčné názvy v Budyšíně

Po roce 1990 se stala lužická srbština úředním jazykem v některých oblastech Německa, zejména v okolí města Budyšín (lužickosrbsky Budyšin, německy Bautzen), a vyučuje se i na místních školách. Lužičtí Srbové také prožívají jakési „národní obrození“, kdy ti z nich, kteří byli vychovávání pouze německy, mají nyní široké možnosti se jazyk svých předků naučit, a ožívají i jejich národní tradice. Většina Lužických Srbů dnes ovládá lužickou srbštinu (jako jazyk pro domácí komunikaci) i němčinu (většinou v práci, při styku s úřady ap.). Z jazykovědného hlediska rozeznáváme lužickou srbštinu horní a dolní:
- hornolužická srbština (též hornolužičtina, horní lužická srbština)
- dolnolužická srbština (též dolnolužičtina, dolní lužická srbština)

## Porovnání jazyků
| česky  | hornolužickosrbsky | dolnolužickosrbsky | srbsky             | polsky   | slovensky | rusky               | polabsky            | kašubsky |
| ------ | ------------------ | ------------------ | ------------------ | -------- | --------- | ------------------- | ------------------- | -------- |
| člověk | čłowjek            | cłowjek            | човек [čovek]      | człowiek | človek    | человек [čiełaviék] | clawak, clôwak      | człowiek |
| večer  | wječor             | wjacor             | вечер [večer]      | wieczór  | večer     | вечер [viéčier]     | vicer               | wieczór  |
| bratr  | bratr              | bratš              | брат [brat]        | brat     | brat      | брат [brat]         | brot                | brat     |
| den    | dźeń               | źeń                | дан [da]           | dzień    | deň       | день [dieň]         | dôn                 | dzéń     |
| ruka   | ruka               | ruka               | рука [ruka]        | ręka     | ruka      | рука [ruká]         | ręka                | rãka     |
| podzim | nazyma             | nazyma             | јесен [jesen]      | jesień   | jeseň     | осень [ósieň]       | prenja zaima, jisin | jeséń    |
| sníh   | sněh               | sněg               | снег [sneg]        | śnieg    | sneh      | снег [snieg]        | sneg                | snieg    |
| léto   | lěćo               | lěśe               | лето [leto]        | lato     | leto      | лето [lieta]        | lato                | lato     |
| sestra | sotra              | sotša              | сестра [sestra]    | siostra  | sestra    | сестра [siestrá]    | sestra              | sostra   |
| ryba   | ryba               | ryba               | риба [riba]        | ryba     | ryba      | рыба [rýba]         | ryba                | rëba     |
| oheň   | woheń              | wogeń              | огањ/ватра [oganj] | ogień    | oheň      | огонь [ogóń]        | widin               | òdżiń    |
| voda   | woda               | wóda               | вода [voda]        | woda     | voda      | вода [vadá]         | wôda                | wòda     |
| vítr   | wětřik, wětr       | wětš               | ветар [vetar]      | wiatr    | vietor    | ветер [viétier]     | wjôter              | wiater   |
| zima   | zyma               | zyma               | зима [zima]        | zima     | zima      | зима [zimá]         | zaima               | zëma     |